# Bellinsgauzen (månekrater)
Bellinsgauzen er et nedslagskrater på Månen. Det befinder sig på den sydlige halvkugle af Månens bagside og er opkaldt efter den russiske officer og opdagelsesrejsende F. G. von Bellingshausen (1778 – 1852).
Navnet blev officielt tildelt af den Internationale Astronomiske Union (IAU) i 1970.  Før da var Bellinsgauzen kendt som Bellingshausen.
Krateret observeredes første gang i 1965 af den sovjetiske rumsonde Zond 3.

## Omgivelser
Bellinsgauzen er forbundet med den nordlige rand af det større Berlagekrater, og ligger inden for en halv kraterdiameter af Cabanneskrateret mod vest. Nord for Bellinsgauzen ligger Bhabhakrateret. 

## Karakteristika
Den ydre rand af Bellinsgauzen er nedslidt, men dens almindelige form er stadig intakt. Der ligger små kratere langs indersiden og forbundet med randens yderside mod sydøst. Et par små kratere er også forbundet til den vestlige og nordvestlige ydre rand. Den indre overflade er mærket af et antal småkratere, særligt mod nord. Ellers er kraterbunden uden særlige formationer.

## Måneatlas
- Billeder af Bellinsgauzenkrateret i LPI-måneatlasset